# コイサンマン、キョンシーアフリカへ行く
『コイサンマン、キョンシーアフリカへ行く』（原題：非洲和尚、英題：Crazy Safari）は、1991年公開の香港映画。ブッシュマン（コイサンマン）シリーズのニカウ、当時流行していたキョンシー・霊幻道士シリーズのラム・チェンインが出演している他、ナレーションでチャウ・シンチーとン・マンタが参加している。
日本では1992年の東京国際ファンタスティック映画祭'92において公開された後、1996年に劇場公開された。DVD邦題は『ブッシュマン キョンシーアフリカへ行く』。

## ストーリー
イギリスで中国人サムの先祖のキョンシーが競売にかけられた。危うく落札されかけたとき、サムが雇った道士がキョンシーを道術で起こしてサムの先祖であることを証明し、遺体を取り戻すことに成功する。
キョンシーを飛行機で香港に連れて帰る途中、コンパスが壊れてアフリカへ向かった挙句、燃料が切れてしまい、パラシュートで緊急脱出する。一方、地上ではニカウさんが、白人の奴隷商人に連れ去られた部族の女達を助けて逃げるが、追いつかれ窮地に陥ってしまう。そこへキョンシーが降りてきて奴隷商人達を一掃し、コイサンマン（ブッシュマン）の村で神として崇められる。別の場所に降下した道士とサムもようやく村に到着し、道術でキョンシーを発見する。
いよいよキョンシーを連れ帰る日、奴隷商人達がダイヤモンドを奪うために村を襲撃する。道士達は村に戻り、キョンシーを操って奇襲をかける。奴隷商人の仲間のブードゥー教の祈祷師がジャイアント・ゾンビを蘇らせ、キョンシーと対決する。道士も負傷してしまうが、ニカウさんにブルース・リーの霊を憑依させて戦う。

## キャスト
| 役名                                  | 俳優                                        |
| ------------------------------------- | ------------------------------------------- |
| ニカウ（歷蘇）                        | ニカウ（歷蘇）                              |
| 道士（林正英大師）                    | ラム・チェンイン（林正英）                  |
| サム（阿森）                          | クリストファー・チャン（陳山河）            |
| キョンシー（殭屍）                    | チャン・ルン（陳龍）                        |
| シト（司徒先生）                      | ピーター・パウ（鮑德熹）                    |
| ブルース・リー（李小龍）              | ブルース・リー（李小龍）                    |
| ナレーション（シンチー）（旁白）      | チャウ・シンチー（周星馳）                  |
| ナレーション（おじさん）（旁白）      | ン・マンタ（呉孟達）                        |
| ボス（Susan）                         | ミシェル・ベスビェール（Michelle Bestbier） |
| 奴隷商人（Johnson）                   | Saul Bamberger                              |
| ピーター（Brown）                     | Peter Mahlangu                              |
| 祈祷師（Witch Doctor）                | Fanyana Siduma                              |
| ジャイアント・ゾンビ（African Mummy） | Jumbo Shibakwa                              |
| パイロット（Pilot）                   | ジョナサン・ピーナー（Johnathan Pienaar）   |

## スタッフ
- 監督：ビリー・チャン（陳會毅）
- 顧問：ジャミー・ユイス
- 製作：チャールズ・ヒョン（向華強）、バリー・ウォン（黄炳耀）
- 脚本：バリー・ウォン（黄炳耀）[注釈 1]
- 撮影：ヘンリー・チャン（陳俊傑）、ウィングル・チャン（陳東村）
- 武術指導：リー・キン・チュー（李擎柱）

## 作品解説
撮影は全編南アフリカのヨハネスブルクで行われた。

## ソフト化
以下の他、スパイクよりDVDの販売が2002年2月28日に予定されていたが中止になっている。レンタル版DVDも『ブッシュマン キョンシーアフリカへ行く』の邦題で2008年7月4日にリリースされた。
- ブッシュマンVSキョンシー、VSパンダ! 最強メガパック
2008年6月20日発売、DVD2枚組、竹書房、1994年作品『ブッシュマン ニカウさん中国へ行く』とのセット収録で、邦題は『ブッシュマン キョンシーアフリカへ行く』。